# Shahr Khodro Football Club
El Shahr Khodro Football Club es un equipo de fútbol iraní que actualmente juega en la Iran Pro League de la liga iraní de fútbol.

## Historia
El equipo fue fundado en 1972. En la temporada 2004/05, el Shahr Khodro, bajo el nombre de Mes Sarcheshmeh, ya jugaba en la League 2. No fue hasta la temporada 2009/10 que debutó en la Azadegan League. En el año siguiente subieron a primera división tras obtener el segundo lugar en liga, aunque descendieron al quedar en la posición 18. Un año después volvió a ascender a primera división tras quedar primero en la Azadegan League.

## Entrenadores
- Ali Hadavi (2008-09)
- Ahmad Sanjari (2009-11)
- Asghar Sharafi (2011-12)
- Davoud Mahabadi (2012-13)
- Akbar Misaghian (2013-14)
- Alireza Marzban (2014-15)
- Mohammad Reza Mohajeri (2015-18)
- Yahya Golmohammadi (2018-20)
- Mojtaba Sarasiaei  (2020-)
- Sohrab Bakhtiari Zade (2020)